# Аранцини
Аранцини (Arancini (Italian: aranˈtʃiːni, Sicilian: arancini или arancine, Sicilian: aɾanˈtʃiːnɪ, -ˈdʒiː-, UK: /ˌærənˈtʃiːni/, US: /ˌɑːr-/))  грицкалице, јело које је направљено у облику лоптице, од пиринча, обложене презлама па пржене у дубоком уљу. Аранцини престављају типичну сицилијанску кухињу. Најчешћи надеви су: ал рагу или ал суго, пуњени смесом (месо или млевено месо, споро кувано на ниској температури са парадајз сосом и зачинима), моцарела или качокавало сир, а често и грашак, и ал буро или о буру, пуњен шунком и моцарелом или бешамел сосом.
Постоји низ регионалних варијанти које се разликују у пуњењима и облику. Аранцини ал рагу произведени на истоку Сицилије имају конусни облик инспирисан вулканом Етна.

## Етимологија
Аранцини је деминутив од Аранциа, или "наранџаста". Назив, који је преведен као „мала наранџа“, потиче од њиховог облика и боје која након кувања подсећа на поморанџу.  На италијанском језику аранцини је граматички множина (Sicilian: arancine); одговарајућа једнина је аранцино (Sicilian: arancinu or arancina).  

## Историја
Каже се да су Аранцини настали на Сицилији у 10. веку у време када је острво било под арапском влашћу .  
У градовима Палермо, Сиракуза и Трапани на Сицилији, аранцини су традиционална храна за празник Санта Луциа 13. децембра када се не једе хлеб и тестенине. Овим се обележава долазак брода за снабдевање житом на дан Санта Луције 1646. године, ублажавајући велику глад. 
Данас, са све већом популарношћу ове брзе хране у савременој италијанској култури хране, аранцини се налазе током целе године на већини сицилијанских продајних места, посебно у Палерму, Месини и Катанији. Јело је традиционално прављено да обезбеди пун оброк Фридрих II, цара Светог римског царства, током његових ловних активности.

## Састојци и варијације
Најчешћи тип аранцина који се продају у сицилијанским кафићима су аранцини ал рагу, који се обично састоје од меса у сосу од парадајза, пиринча и моцареле или другог сира. Многи кафићи нуде arancini al burro (са путером или бешамел сосом) или специјалитет аранцини, као што су arancini con funghi ( печурке), con pistacchi ( пистаћи), или con melanzane  ( патлиџан).
У римској кухињи суплеми су слични, али се обично пуне сиром (различити начини припреме и дистрибуција пуњења). У Напуљу се пиринчане куглице зову pall'e riso. У варијанти рецепта пореклом из италијанске дијаспоре из југоисточног Тексаса, аранцини су пуњени филом зачињеним чилијем. 

## У популарној култури
У италијанској књижевности, инспектор Монталбано, главни лик писца детективских романа Андреа Камилерија, је познати љубитељ Аранцини посебно оних које Adelina Cirrinciò, његова домаћица спрема. Успех серије књига и телевизијске адаптације допринели су да ово јело постане познато и изван Италије. 